# Europastraße 4
Die Europastraße 4 (E 4) ist eine Europastraße, die sich in Nord-Süd-Richtung annähernd vollständig durch Schweden, aber auch zu einem sehr kleinen Teil durch Finnland erstreckt. Sie verläuft im Wesentlichen an Schwedens Ostküste, der Ostsee, beginnt jedoch in Tornio in Finnland und endet in Helsingborg in Schweden. Sie ist Schwedens zweitlängste Europastraße nach der Europastraße 45. Gedacht schließt die E 4 an die Europastraße 55 in Helsingør an.
Auf vielen Streckenabschnitten der E 4, vor allem in Süd- und Mittelschweden, ist die Straße als Autobahn ausgebaut. Dabei beläuft sich der Ausbauzustand, mit Ausnahme des Ballungsraumes Stockholm, auf 2 + 2 Fahrstreifen. Die anderen Streckenabschnitte (vor allem ab Gävle nordwärts) haben teilweise drei bis vier Spuren. Bei drei Spuren wird der 2+1-Verkehr angewandt, wobei die Anzahl der Fahrspuren pro Richtungsfahrbahn (1 oder 2) variiert. Es gibt auch Abschnitte mit lediglich einem Fahrstreifen pro Richtungsfahrbahn – diese haben den Charakter einer Landstraße, oft mit Randstreifen. Entlang dieser Strecken gibt es teilweise viele Ausfahrten, Kreuzungen oder Abzweigungen.
Es gab Bestrebungen im Rahmen der Neuordnung der Europastraßen 1985, die E 4 in E 55 umzubenennen. Diese wurden aber nicht umgesetzt, unter anderem da dies einen Austausch der Straßenschilder in Schweden bedeutet hätte.